# Scuole Pascoli (Viareggio)
Le scuole Pascoli costituiscono un complesso architettonico di stile eclettico-neoclassico situato nel centro di Viareggio, a breve distanza dalla stazione ferroviaria. 

## Storia
Progettato nel 1925, è stato il secondo edificio scolastico della città, dopo le scuole Lambruschi (1908). Fu inaugurato ancora incompleto nel 1932, e ultimato l'anno successivo. Nel 1936 venne costruito il muro di cinta a delimitazione della proprietà e nello stesso anno la scuola fu intitolata "9 Maggio XIV° E.F.", data della proclamazione dell'Impero italiano da parte del regime fascista.
Il 4 agosto 1945 la scuola venne intitolata al poeta Giovanni Pascoli. Nel 1959 l'edificio fu sopraelevato di un piano e fu realizzato un secondo ingresso, su via Mazzini, oltre ai due di via Puccini.
Nella scuola ha lavorato come maestro il pittore Aldo Ordavo (1913-1991).

## Descrizione
L'edificio, composto da tre piani, è libero su quattro lati, due dei quali danno su strada: via Puccini e via Mazzini, e due sul cortile della scuola. La facciata principale dà su via Puccini e presenta due portali di ingresso speculari, sovrastati da due piani di balconi. Su via Mazzini si apre invece una scalinata che porta ad un terzo portale. 
L'edificio presenta semplici decorazioni in stile neoclassico.